# Halowe Mistrzostwa Europy w Lekkoatletyce 1970 – skok wzwyż mężczyzn
Skok wzwyż mężczyzn – jedna z konkurencji technicznych rozgrywanych podczas halowych lekkoatletycznych mistrzostw Europy w hali Stadthalle w Wiedniu. Rozegrano od razu finał 15 marca 1970. Zwyciężył reprezentant Związku Radzieckiego Walentin Gawriłow, który tym samym obronił tytuł zdobyty na poprzednich igrzyskach.

## Rezultaty
Rozegrano od razu finał, w którym wzięło udział 18 skoczków.

Opracowano na podstawie materiału źródłowego.
| Miejsce | Zawodnik             | Wynik |
| ------- | -------------------- | ----- |
| 1       | Walentin Gawriłow    | 2,20  |
| 2       | Gerd Dührkop         | 2,17  |
| 3       | Șerban Ioan          | 2,17  |
| 4       | Siergiej Mospanow    | 2,14  |
| 5       | Luis María Garriga   | 2,14  |
| 6       | Wałerij Skworcow     | 2,14  |
| 7       | Wojciech Gołębiowski | 2,11  |
| 8       | Thomas Zacharias     | 2,11  |
| 9       | Zbyněk Kužela        | 2,11  |
| 10      | Reijo Vähälä         | 2,11  |
| 11      | István Major         | 2,08  |
| 12      | Jan Dahlgren         | 2,08  |
| 13      | Michel Portmann      | 2,05  |
| 14      | Freddy Herbrandt     | 2,00  |
| 14      | David Wilson         | 2,00  |
| 16      | Bernard Gauthier     | 2,00  |
| 17      | Nurullah Candan      | 1,95  |
| 18      | Horst Mandl          | 1,95  |